# Клячина
Клячина (рос. Р. Клячина) — річка (стариця) в Україні у Синельниківському районі Дніпропетровської області. Ліва притока річки Самари (басейн Дніпра).

## Опис
Довжина річки приблизно 5,97 км, найкоротша відстань між витоком і гирлом — 2,06  км, коефіцієнт звивистості річки — 2,90 .

## Розташування
Бере початок на східній околиці села Коханівка з річки Самара. Спочатку тече переважно на південний схід, далі тече від північної околиці села Самарське на північний захід і на південно-західній околиці Коханівки впадає у річку Самару, ліву притоку Дніпра.

## Цікаві факти
- На лівому березі річки пролчягає автошлях Т 0424[2] (автомобільний шлях територіального значення у Дніпропетровській та Харківській областях. Пролягає територією Близнюківського та Петропавлівського районів через Веселе — Олександропіль — Петропавлівку — перетин із E50. Загальна довжина — 23,1 км.)
- У XX столітті на річці у селі Самарське існувала газова свердловина[3].